# Kenema (district)
Het district Kenema is gelegen in de provincie Eastern in Sierra Leone.